# Самойленко Василь Петрович
Василь Петрович Самойленко (* 1 червня 1946, село Будо-Рижани, Володарсько-Волинський район, Житомирська область) — український політик. Народний депутат України 7-го скликання.

## Освіта
Житомирський сільськогосподарський інститут, вчений агроном. Вища партійна школа при ЦК КПУ.

## Кар'єра
Працював бондарем, учителем, заступником редактора районної газети, кореспондентом газети «Радянська Житомирщина», редактором газети «Комсомольська зірка», на партійній роботі, керівником ТОВ «Житомиркнига».
Депутат Житомирської облради (2010–2012).
Другий секретар Житомирського обкому КПУ.

## Парламентська діяльність
Народний депутат України 7-го скликання з 12 грудня 2012 від КПУ, № 25 в списку. На час виборів: пенсіонер, член КПУ.
Член фракції КПУ (з 12.2012), голова підкомітету з питань прав людини Комітету з питань прав людини, національних меншин і міжнаціональних відносин (з 12.2012);
Один із 148 депутатів Верховної Ради України, які підписали звернення до Сейму Республіки Польща з проханням визнати геноцидом поляків події на Волині 1942—1944 років.